# Kunigunda av Hohenstaufen
Kunigunda av Hohenstaufen, född 1200, död 1248, var en drottning av Böhmen; gift 1224 med kung Wenzel I av Böhmen. 
Kunigunda levde omgiven i en krets av tyskar och gynnade tysk kultur och riddarväsen vid hovet. Hon grundade år 1234 klostret Marienthal. 
Hon kröntes år med sin make år 1227, tre år innan han efterträdde sin far på tronen. 
Hon tros ha varit delaktig i arrangerandet av politiska äktenskap åt sina barn.    